# Synchroonzwemmen op de Olympische Zomerspelen 1984
Synchroonzwemmen was een van de sporten die werden beoefend tijdens de Olympische Zomerspelen 1984 in Los Angeles. Het deelnemersveld bestond uit 50 deelnemers, verdeeld over twee evenementen (achttien duetten met twee deelnemers). Het synchroonzwemmen werd van 6 t/m 12 augustus gehouden in het Uytengsu Aquatics Center. Elk onderdeel bestond uit een verplichte en een vrije oefening waarbij de punten uit beide onderdelen werden opgeteld. Het was de eerste keer dat deze tak van sport op het Olympisch programma stond. Naast het synchroonzwemmen vonden hier ook hetschoonspringen en zwemmen plaats.
België werd bij het onderdeel solo vertegenwoordigd door Patricia Serneels. Zij eindigde in de voorronde op de 15e plaats, en ging niet door naar de finale. In het duet bereikten Semeels en Katia Overfeldt in de voorronde ook op de 15e plaats, onvoldoende voor een plek in de finale.
Marijke Engelen eindigde namens Nederland op een eervolle vierde plaats bij het solo. Samen met Catrien Eijken zwom ze in het duet naar een zesde plaats.
Namens de Nederlandse Antillen kwamen Esther Croes en Nicole Hoevertsz in actie in het duet. Zij eindigden in de voorronde op de 18e en laatste plaats. 

## Deelnemende landen
Er deden 50 zwemmers uit 21 landen mee bij het synchroonzwemmen op de Olympische Zomerspelen in Los Angeles.

## Competitieschema
Hieronder volgt het competitieschema van het synchroonzwemmen op de Olympische Zomerspelen 1984. De twee evenementen worden gehouden van 6 tot en met 12 augustus 1984 en duren respectievelijk drie en twee dagen. De finale voor de duetten was op 9 augustus en die voor solo op 12 augustus 1984.
| Q | Kwalificatie | F | Finale |

| Datum →     | 6 | 7 | 8 | 9 | 10 | 11 | 12 |
| Onderdeel ↓ | 6 | 7 | 8 | 9 | 10 | 11 | 12 |
| ----------- | - | - | - | - | -- | -- | -- |
| Solo        |   |   | Q |   | Q  |    | F  |
| Duet        | Q |   |   | F |    |    |    |

## Medailles

### Medaillewinnaars
| Onderdeel | Goud | Goud                     | Zilver | Zilver                        | Brons | Brons                         |
| --------- | ---- | ------------------------ | ------ | ----------------------------- | ----- | ----------------------------- |
| Solo      | USA  | Tracie Ruiz              | CAN    | Carolyn Waldo                 | JPN   | Miwako Motoyoshi              |
| Duet      | USA  | Candy Costie Tracie Ruiz | CAN    | Sharon Hambrook Kelly Kryczka | JPN   | Saeko Kimura Miwako Motoyoshi |

### Medaillespiegel
| Plaats | Land             | NOC    | Goud | Zilver | Brons | Totaal |
| ------ | ---------------- | ------ | ---- | ------ | ----- | ------ |
| 1      | Verenigde Staten | USA    | 2    | 0      | 0     | 2      |
| 2      | Canada           | CAN    | 0    | 2      | 0     | 2      |
| 3      | Japan            | JPN    | 0    | 0      | 2     | 2      |
| Totaal | Totaal           | Totaal | 2    | 2      | 2     | 6      |

Los Angeles 1984 · 
Seoel 1988 · 
Barcelona 1992 · 
Atlanta 1996 · 
Sydney 2000 · 
Athene 2004 · 
Peking 2008 · 
Londen 2012 · 
Rio de Janeiro 2016 · 
Tokio 2020 · 
Parijs 2024 · Los Angeles 2028
Medaillewinnaars 
Atletiek · Basketbal · Boksen · Boogschieten · Gewichtheffen · Gymnastiek · Handbal · Hockey · Honkbal (demonstratie) · Judo · Kanovaren · Moderne vijfkamp · Paardensport · Roeien · Schermen · Schietsport · Schoonspringen · Synchroonzwemmen · Tennis (demonstratie) · Voetbal · Volleybal · Waterpolo · Wielersport · Worstelen · Zeilen · Zwemmen